# متحف تسونامي آتشيه
متحف تسونامي آتشيه (بالجاوية: موسياوم تسونامي اچيه) يقع في باندا آتشيه بإندونيسيا. وهو متحف مصمم لتذكير رمزي بزلزال المحيط الهندي وكارثة تسونامي عام 2004، فضلاً عن مركز تعليمي ومأوى للكوارث في حالة تعرض المنطقة لأي كارثة تسونامي مرة أخرى.

## التصميم
تم تصميم متحف آتشيه تسونامي من قبل المهندس المعماري الإندونيسي والحاكم الحالي لجاوة الغربية رضوان كامل. المتحف عبارة عن مبنى مكون من أربعة طوابق على مساحة 2.500 متر مربع. جدرانه المنحنية الطويلة مغطاة بالنقوش الهندسية. في الداخل يدخل الزائرون من خلال ممر مظلم وضيق بين حائطين عالين من الماء بهدف إعادة الضجيج والذعر من تسونامي نفسه. جدران المتحف مزينة بصور لأشخاص يؤدون رقصة السامان، وهي لفتة رمزية مخصصة للقوة والانضباط والمعتقدات الدينية للشعب الآتشيني. من فوق يشبه السقف تسونامي. تم تصميم الطابق الأرضي على غرار المنازل التقليدية المرتفعة في آتشيه والتي كانت مجهزة بشكل أفضل للبقاء على قيد الحياة من كارثة تسونامي.
يقر المبنى كلا من الضحايا الذين سيتم تسجيل أسمائهم على جدار إحدى الغرف الداخلية للمتحف، والأعضاء الناجين من المجتمع المحلي.
بالإضافة إلى دوره كنصب تذكاري لأولئك الذين لقوا حتفهم، يوفر المتحف أيضًا مكانًا للجوء من مثل هذه الأحداث المستقبلية، بما في ذلك «تل الهروب» للزوار للهروب في حالة حدوث تسونامي آخر.

## المقتنيات
تشمل المعارض في المتحف محاكاة إلكترونية لزلزال وأمواج تسونامي في المحيط الهندي عام 2004، بالإضافة إلى صور الضحايا والمعارض التي تعرض قصصًا من الناجين من الكارثة.

## الصيانة والاستخدام
لم يتم توفير التمويل الكافي للصيانة المستمرة لمتحف آتشيه تسونامي واستخدامه. المتحف هو واحد من عدد كبير من ما يسمى «أصول تسونامي»، التي تم التنازع على ملكيتها القانونية الدقيقة بين مستويات مختلفة من الحكومات الإندونيسية منذ عام 2009 على الأقل. اعتبارًا من أواخر عام 2010 كان المتحف مفتوحًا بشكل متقطع، وكان يحظى برعاية سيئة.